# NGC 2722
NGC 2722 في الفهرس العام الجديد، هي مجرة، تقع في كوكبة الشجاع. اكتشفت في 6 يناير 1785 بواسطة ويليام هيرشل.

## روابط خارجية
- NGC 2722 على موقع ويكي سكاي: DSS2, SDSS, GALEX, IRAS, Hydrogen α, X-Ray, Astrophoto, Sky Map, Articles and images